# Leandro Antonijevic Bezmalinovic
Leandro Antonijevic Bezmalinovic (r? - u. ?) je čilski poduzetnik hrvatskog podrijetla. Proizvođač je kamene soli. Otac je čilske ministrice Ingrid Verónice Antonijevic Hahn, Nadje Drine Antonijevic Hahn i Ingeborg Ilone Antonijevic Hahn iz braka s Njemicom Ingeborg Hahn.
Kad je imao devet godina, došao je u Iquique kod braće svojih roditelja.
Prvo je radio u pekari.
1951. mu se rodila najmlađa kćer Ingrid Antonijevic, buduća ministrica, utemeljiteljica Stranke za demokraciju. U domu su samo on i ...[nije dostupno za neregistrirane] govorili hrvatski.
Ušao je u trgovinu solju 1955. godine.
Prema podatcima mineraloškog ljetopisa iz 1964., njegova je tvrtka Leandro Antonijevic Ltda proizvodila 24.647 metričkih tona soli od ukupne čilske proizvodnje 109.252 metričkih tona. Od drugih čilskih Hrvata, uspješan je bio Fistonić, čija je tvrtka Fistonic, Kinast y Cía bila treći proizvođač: 11.100 metričkih tona. Sve su prikupljale sol u naslagama u Salaru Grande južno od Iquiquea, u pokrajini Tarapaci. Jedan hrvatski proizvođač koji se je isticao bio je Sociedad Esteban Tomic D koji je u pokrajini Antofagasti, kod El Losa proizvodio sol, a bio je dijelom skupine triju kompanija koje su 1964. proizvele zajedno 20.421 metričku tonu soli.
Prema podatcima mineraloškog ljetopisa iz 1965., njegova je tvrtka Leandro Antonijevic Ltda. i tvrtka Fistonic, Kinast y Cía. opskrbljavale su pola čilskih godišnjih potreba za solju (onda je to bilo 80.000 t), a drugo polovicu Cía Sal-Chile (koja je kupila Salinas Punta de Lobos). Sve su prikupljale sol u naslagama u Salaru Grande južno od Iquiquea, u pokrajini Tarapaci. (pustinja Tarapacá, Salar Grande de Tarapacá - velika slana ravnica)
1968. je godine tvrtka Punte de Lobos postala partnerom s Antonijevicevom tvrtkom, spasivši se tako iz nezgodne financijske situacije zbog velikih ulaganja koja su se sporije vraćala i zbog inozemnih partnera koji su napustili tvrtku u takvom trenutku. Tako je već iste godine kupila skladište u Talcahuanu da bi moglo opskrbljivati potrebe regije, a unatoč svim gospodarskim problemima 1970-ih te političkim zbivanjima u Čileu, postali su velika tvrtka koja je našla nova tržišta, 1990-ih i brodarsku tvrtku itd.
Leandro Antonijevic je naposljetku postao i vlasnikom Salinas Punta Lobosa.

## Vanjske poveznice
- La venta de Sal de Lobos de Chile
- La mujer fuerte de Bachelet[neaktivna poveznica] Pia Rajevic, razgovor s Ingrid Antonijevic, revista Mujer de La Tercera, 18. rujna 2005.
- Nuestra compañía, o la historia de la sal en Chile   Arhivirana inačica izvorne stranice od 11. veljače 2021. (Wayback Machine) autori: Avila Lamiré, Jose/Caglevic Bakovic, Lorenzo/, 1946-. Santiago, Chile : Ril editores, 2003. Materias:	Salinas de Punta de Lobos (Čile), industrija soli u Čileu, povijest. Drugi naslov: Historia de la sal en Chile. Vidi odlomak. 'Leandro Antonijevic Bezmalinovic -- 1990, año de triunfos"
- Colectividad Croata en Chile Revista El Sabado del Mercurio. El poder croata en Chile. Nadja Antonijevic - HEREDERAS DEL ESPÍRITU
- El Mercurio[neaktivna poveznica] Los nuevos ministros y sus sociedades, 2. veljače 2006. (Sociedad Filmocentro e Inversiones y Asesorías Novo Selo)
- La multiplicación de Yuraszeck - Revista QuéPasa[neaktivna poveznica]
- U-cursos - RESOLUCION No 16 Jiménez, El 28 de Octubre de 1971, don Manuel CÓrdova domiciliado en calle Exposioión N'llOú, de esta ciuda (.zip datoteka)
- Fiscalia Nacional Economnica - Ficha de Jurisprudencia, Resolución[neaktivna poveznica] Explotación de otras minas y canteras